# Long Range Patrol

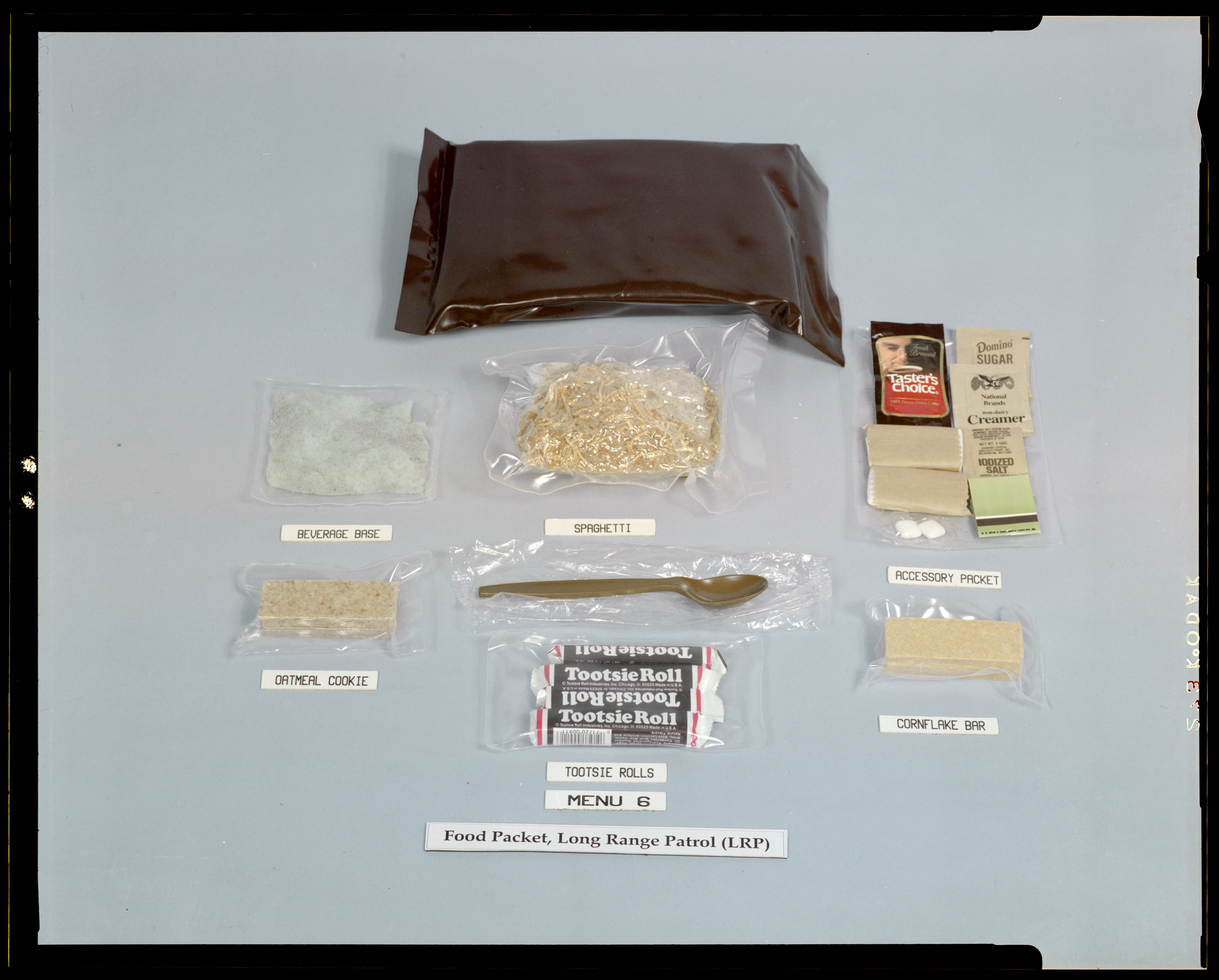
Сухой паёк Long Range Patrol (LRP)

Long Range Patrol (LRP) — сухой паёк (индивидуальный рацион питания), принятый на снабжение ВС США. Предназначен для питания военнослужащих, выполняющих задачи в отрыве от подразделения при длительных операциях с интенсивным перемещением, в регионах с жарким климатом. Основное блюдо рациона находится в засушенном виде. Потребителями LRP в основном являются силы специальных операций и морская пехота. Паёк упаковывается в светло-коричневый пакет.

## Состав пайка
Основное блюдо рациона находится в засушенном виде. В состав пайка также входят: сыр, орехи, шоколад, масло, печенье, сахар, конфеты, кофе, высококалорийные напитки в эластичной упаковке, пластиковая ложка. Предусмотрены дополнительные напитки, восполняющие недостаток жидкости в условиях сухого питания. 
| Характеристика                               | LRP  |
| -------------------------------------------- | ---- |
| Энергетическая ценность пайка, ккал.         | 1540 |
| Белки                                        | 14   |
| Жиры                                         | 34   |
| Углеводы                                     | 52   |
| Количество меню, шт.                         | 12   |
| Потребление пайков в день, шт.               | 2-3  |
| Срок хранения при температуре 27 °C, лет     | 3    |
| Срок хранения при температуре 38 °C, месяцев | 6    |

## Особенности пайка
Для приготовления основного блюда требуется 0,5 л воды, для напитков 0,4-0,75 л. Рацион не рекомендуется употреблять более 10 суток и желательно совмещать его с другим провиантом.